# The Cut Brasil
The Cut Brasil é um talent show brasileiro que reúne participantes que disputam entre si para ver quem ganha o título de melhor hairstylist do Brasil e levar o prêmio de R$ 200 mil. O programa é apresentado pela modelo Alessandra Ambrosio e possui um painel de quatro jurados, incluindo Daniel Hernandez, Marcos Proença, Zica Assis e Monica Salgado.
O programa estreou na HBO Max em 25 de novembro de 2021.

## O programa

### Apresentadores
| Apresentadores      | Temporadas | Temporadas |
| Apresentadores      | 1          |            |
| ------------------- | ---------- | ---------- |
| Alessandra Ambrosio |            |            |

## Participantes
Nota: A participante Jana Gonçalves da primeira temporada acabou desistindo do programa por motivos de saúde.
| Temporada        | Finalistas          | Finalistas     | Finalistas  | Outros participantes (em ordem de eliminação) | Total |
| Temporada        | Vencedor(a)         | 2º lugar       | 3º lugar    | Outros participantes (em ordem de eliminação) | Total |
| ---------------- | ------------------- | -------------- | ----------- | --- | ----- |
| The Cut Brasil 1 | Melissa Schlukebier | Marcio Machado | Final dupla | Jéssica Sill • Simone Ornelas • Sylvio Alduino • Saulo Alencar • Jana Gonçalves • Roni César • Alex Couto • Juliano München • Caio Costa • Bruna Muniz | 12    |